# Robert Higgs
Robert Higgs (nacido el 1 de febrero de 1944) es un economista libertario estadounidense de la escuela austriaca. Sus escritos sobre economía e historia económica usualmente se han enfocado en las causas, medios y efectos del crecimiento del gobierno, siendo su principal contribución el estudio de cómo las crisis y las guerras, las cuales son temporales, aumentan el poder del Estado de forma permanente y progresiva.

## Participación académica
Es Miembro Senior en Economía Política en el Instituto Independiente (desde septiembre de 1994), y editor de Independent Review (desde 1995). Es miembro de facultad adjunto en el Instituto Mises y académico adjunto en el Instituto Cato.
Higgs ha tenido cátedra en la Universidad de Washington, el Lafayette College y la Universidad de Seattle. También ha sido académico visitante de la Universidad de Oxford y la Universidad de Stanford. H[cita requerida]iggs tuvo un profesorado invitado de la Universidad de Economía de Praga en 2006, y ha supervisado las disertaciones en el programa de Ph.D. de la Universidad Francisco Marroquín de Guatemala.

## Obras
- The Transformation of the American Economy, 1865-1914 (1971)
- Competition and Coercion: Blacks in the American Economy, 1865-1914 (1977; paperback edition 1980) Nominado por la American Historical Association para el Beveridge Award
- Crisis and Leviathan: Critical Episodes in the Growth of American Government (1987)
- Against Leviathan: Government Power and a Free Society (2004)
- Resurgence of the Warfare State: The Crisis Since 9/11 (2005)
- Depression, War and Cold War: Studies in Political Economy (2006)
- Politická ekonomie strachu ("The Political Economy of Fear") (idioma checo; 2006)
- Neither Liberty Nor Safety: Fear, Ideology, and the Growth of Government (2007)
- Opposing the Crusader State: Alternatives to Global Interventionism (2007)
- Crisis and Leviathan: Critical Episodes in the Growth of American Government (2012)